# Pick Up Passion
Pick Up Passion er McKinleys første album, som udkom i 1973 på forlaget EMI.

## Nummerliste
1. "Searchin' You"
2. "Rendevouz"
3. "Set Me Free"
4. "Obsession"
5. "One Way Out"
6. "Rainy-day Thoughts"
7. "Suzie"
8. "My City"
9. "Simple Song"
10. "Rockin' Weekend"
11. "Country Feelin'"